# Acanthochitona ferreirai
Acanthochitona ferreirai är en blötdjursart som beskrevs av Israel Lyons 1988. Acanthochitona ferreirai ingår i släktet Acanthochitona och familjen Acanthochitonidae. Inga underarter finns listade i Catalogue of Life.